# Дебнево
Дебнево (болг. Дебнево) — село в Болгарии. Находится в Ловечской области, входит в общину Троян. Население составляет 716 человек.

## Политическая ситуация
В местном кметстве Дебнево, в состав которого входит Дебнево, должность кмета (старосты) исполняет Румяна Нешкова Лазарова (Болгарская социалистическая партия (БСП)) по результатам выборов.
Кмет (мэр) общины Троян — Минко Цочев Акимов (Граждане за европейское развитие Болгарии (ГЕРБ)) по результатам выборов.